# Institut béarnais et gascon

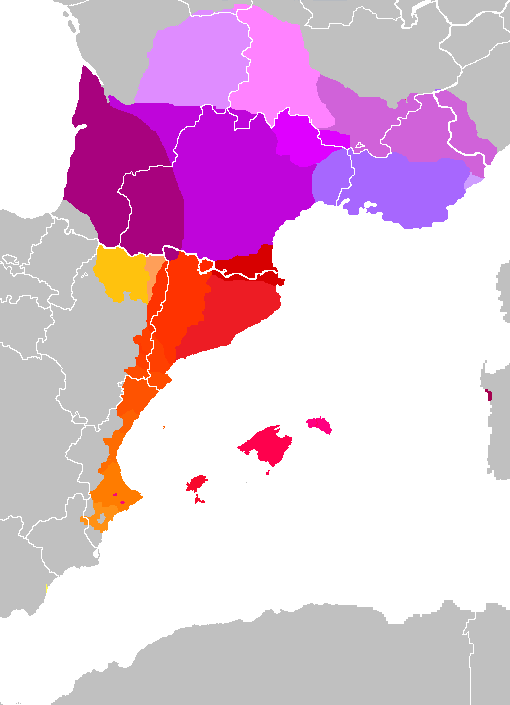
Langues et dialectes occitanoromans.
Vivaro-alpin
Auvergnat
Limousin
Sud-vivarais
Provençal
Niçois
Languedocien
Gascon
Baléare
Alguérois
Roussillonais
Catalan central
Catalan nord-occidental
Valencien
Ribagorsanais (Bénasquais inclus)
Aragonais

Pour les articles homonymes, voir IBG.
| - Vivaro-alpin - Auvergnat - Limousin - Sud-vivarais - Provençal - Niçois - Languedocien - Gascon | - Baléare - Alguérois - Roussillonais - Catalan central - Catalan nord-occidental - Valencien - Ribagorsanais (Bénasquais inclus) - Aragonais |

L'Institut béarnais et gascon  (IBG) (Enstitut biarnés e gascoun en langue régionale) est une association loi de 1901, constituée en mars 2002, qui entend promouvoir la culture béarnaise et gasconne dans tous ses aspects, notamment la langue béarnaise/gasconne, en continuité avec le patrimoine des pays de Béarn et Gascogne. L’IBG a son siège à Pau dans les Pyrénées-Atlantiques.

## Historique
Deux mouvements principaux, ayant pour but de promouvoir la langue régionale, ont été présents en Gascogne de longue date :
- Le Félibrige, né en Provence en 1854, essaime dans les autres provinces du Midi de la France et s'incarne en Béarn et autres pays de l'Adour (Gascogne) dans l'Escole Gastoû Febus, créée en 1896.
- L'institut d'études occitanes (I.E.O.), fondé en 1945, a eu pour section en Béarn (et Gascogne) l'association Per Noste.

Parmi les différences, l'affirmation d’une seule (IEO) ou de plusieurs langues romanes dans les provinces du Midi de la France, la graphie fébusienne du Félibrige, tandis que l'lEO propose en 1951 une normalisation avec orthographe commune à tous les « dialectes » occitans.
En 1988, 500 personnes venues de Béarn et Bigorre, rassemblées à Ibos, déclarent « Nous sommes gascons, … » ; ils portent ensuite six revendications, dont « Créer un institut culturel appuyant la vie associative ».
Les dirigeants de l’association Pays de Béarn et de Gascogne (créée en 1995) ont fondé en janvier 2002 cet Institut béarnais et gascon, envisagé dès le début des années 90, en réaction à la création de l'Institut Occitan. Ils ont obtenu le soutien d'Alexis Arette et de Jean Lafitte. L'IBG a publié un Dictionnaire français-béarnais (au travail approfondi sur la graphie) et des œuvres littéraires (notamment des rééditions, où la graphie de chaque auteur est respectée). Il donne des cours à Pau et en Béarn, ainsi qu'à Paris où il dispose d’une antenne et où le public est composé principalement de Gascons venus étudier ou travailler en Île-de-France.
Se réclamant héritier de Simin Palay et des félibres gascons, l’IBG affirme l’autonomie,  de la langue régionale de Béarn et Gascogne relativement à l'occitan. L'IBG a considéré essentiel de maintenir le lien avec les locuteurs natifs parlant le gascon (béarnais notamment) appris en famille de génération en génération. Le Conseil départemental des Pyrénées-Atlantiques subventionne l’IBG, tout comme il le fait par ailleurs également pour les associations du Béarn se réclamant de l'occitanisme.

## Objectifs
L’IBG a pour objectif de promouvoir la culture et le patrimoine culturel de Béarn et Gascogne : fédérer et promouvoir toute association culturelle ou festive d'expression béarnaise et gasconne, et soutenir l’enseignement et la pratique de la langue régionale. Face à des interprétations contrastées de la situation des langues régionales dans le Sud-Ouest,, l'Institut agit tant aux niveaux littéraire et scientifique qu'au niveau du terrain notamment dans l’organisation de cours de langue béarnaise/gasconne.

## Activités
L’IBG organise des conférences historiques et culturelles,, ainsi que des cours d’apprentissage et de perfectionnement de la langue béarnaise/gasconne orale et écrite (graphie moderne de préférence à la graphie occitane). Ces actions  sont entreprises grâce à une équipe de bénévoles animés par la passion et le partage du patrimoine culturel.
L'IBG revendique plus de 400 adhérents (2016), et ses activités (à la date de l’Assemblée générale 2017) incluent la Lettre de l'IBG, trimestrielle bilingue, publiée depuis 2002, la sortie de nouveaux ouvrages édités par l’IBG, la participation aux travaux de l’Alliance européenne des langues régionales  et l’avancement du travail de rédaction d’un dictionnaire français-gascon. L’IBG organise un concours littéraire (en prose et en poésie) annuel en langue béarnaise/gasconne : les Yocs flouraus (Jeux floraux) ouverts à tous.
L'association assure une chronique hebdomadaire dans la République des Pyrénées et l'Eclair avec la rubrique Oéy en Biarn.

## Lexique
Le Dictionnaire français-béarnais (Bernard Moreux et Jean-Marie Puyau) de l'IBG comporte 4 200 mots au total (édition 2002). L'ouvrage est suivi par un dictionnaire béarnais-français ainsi que par un livre de conjugaisons et une méthode pour apprendre à lire et écrire le béarnais.